# Vi Thùy Linh
Vi Thùy Linh sinh ngày 4 tháng 4 năm 1980 tại Hà Nội, là một nhà thơ nữ của Việt Nam. Tuy là thế hệ nhà thơ trẻ, nhưng Vi Thùy Linh đã nhanh chóng trở thành một "hiện tượng" trong nền thi ca Việt Nam đương đại. Vi Thùy Linh là nhà thơ Việt Nam đầu tiên được mời thực hiện một đêm thơ riêng tại Paris mang tên "Tình tự Hà Nội", cũng là nhà thơ đầu tiên thực hiện tour diễn Pháp – châu Âu.

## Sự nghiệp

##### Các tập thơ của Vi Thùy Linh
- Khát (Nhà xuất bản Hội Nhà văn, Hà Nội, 1999)
- Linh (Nhà xuất bản Thanh niên, Hà Nội, 2000)
- Đồng Tử (Nhà xuất bản Văn nghệ TP. Hồ Chí Minh, 2005)
- ViLi in love (Song ngữ Việt - Anh, 2008)
- Phim đôi – Tình tự chậm (2011), tập thơ nổi tiếng "đắt nhất Việt Nam"[2]
- Chu du cùng Ông nội (2011)
- ViLi và Paris (2012)

Các tác phẩm văn xuôi của Vi Thùy Linh
- ViLi tùy bút (2012)
- Hộ chiếu tâm hồn (2014)